# Parlamentarikerförsamling
En parlamentarikerförsamling är en politisk församling bestående av parlamentariker vilka representerar medlemsstaterna inom en mellanstatlig organisation. En parlamentarikerförsamling har även denna benämning eftersom den till skillnad från ett övernationellt parlament inte utses i allmänna val, utan indirekt i medlemsstaternas parlament.

## Exempel på parlamentarikerförsamlingar
- Nordiska rådet
- Brittisk-irländska parlamentarikerförsamlingen
- Baltiska rådet
- Europarådets parlamentarikerförsamling
- Natos parlamentarikerförsamling
- OECD:s parlamentarikerförsamling

## Historiska parlamentarikerförsamlingar
- Europeiska parlamentarikerförsamlingen, föregångare till Europaparlamentet